# Porțile albastre ale orașului
Porțile albastre ale orașului este un film românesc din 1974, regizat de Mircea Mureșan după un scenariu scris de Marin Preda.

## Distribuție
- Romeo Pop — slt. Octavian Roșu, comandantul Bateriei 14 AA de la Otopeni
- Costel Constantin — serg. Ioan Ana
- Dan Nuțu — tunarul Alexandru Păun, subinginer, desenator tehnic în viața civilă
- Ion Caramitru — tunarul Nicolae Șerbănescu, contabil în viața civilă
- Dumitru Furdui — serg. Dumitru Ionescu, detașat din Divizia 3 Artilerie Ploiești
- Amza Pellea — col. Cristescu, comandantul Regimentului 3 Artilerie București
- Aurel Cioranu — tunarul Ilie
- Dumitru Rucăreanu — tunarul Mazilu
- Nicolae Dinică — serg. Negrilă
- Dan Damian — serg. Sprâncenatu
- Eugen Popiță — tunarul Axinte
- Viorel Comănici — tunarul Gheorghe
- Petre Gheorghiu Goe — tunarul de santinelă
- Matei Alexandru — col. Caragea, comandantul regimentului de artilerie de la Ploiești
- Jean Lorin Florescu — pocherist
- Florin Scărlătescu — pocherist
- Ștefan Niculescu Cadet — pocherist
- Nucu Păunescu — chelnerul de la bufetul gării
- Emil Reisenauer — colonelul SS
- Ion Anghel — tunarul Vasile de la bateria din Ploiești, cel care l-a ucis pe fruntașul Hans Müller
- Traian Păruș — lt. Petrescu
- Mircea Cojan
- Alexandru Alger
- Ion Enache
- Romulus Bărbulescu
- Alexandru Mereuță — ploieștean
- Val Lefescu
- Toma Cristian
- Nicolae Ifrim
- Alexandru Lungu — țăran, consătean al serg. Ioan Ana
- Theodor Crâmpiță
- Dumitru Anghel
- Marius Rolea
- Emilia Dobrin — Mihaela, iubita lui Păun
- Silvia Panțîru

## Primire
Filmul a fost vizionat de 2.517.177 spectatori în cinematografele din România, după cum atestă o situație a numărului de spectatori înregistrat de filmele românești de la data premierei și până la data de 31 decembrie 2014 alcătuită de Centrul Național al Cinematografiei.